# روی اورکوهارت
روی اورکوهارت (انگلیسی: Roy Urquhart; ۲۸ نوامبر ۱۹۰۱ – ۱۳ دسامبر ۱۹۸۸) فرمانده نظامی اهل بریتانیا بود. وی برندهٔ جوایزی همچون نشان حمام و نشان سنت اولاف شده‌است.